# National Endowment for the Humanities
Das National Endowment for the Humanities ist ein staatliches Endowment (eine stiftungsähnliche Finanzierung einer gemeinnützigen Einrichtung) in den Vereinigten Staaten zur Förderung der Geisteswissenschaften.

## Geschichte
Das National Endowment for the Humanities (NEH) wurde 1965 gegründet und hat seinen Sitz in Washington, D.C.
Die Schwesterstiftung des NEH ist das NEA, das National Endowment for the Arts zur Förderung von Kunst und Kultur. Sie wurde ebenfalls 1965 gegründet.

## Vergebene Auszeichnungen
- Jefferson Lecture
- National Humanities Medal (1989–1997 Charles-Frankel-Preis)